# Marquesado de Villarrica de Salcedo
El Marquesado de Villarrica de Salcedo es un título nobiliario español creado el 18 de septiembre de 1703 por el rey Felipe V en favor de Jose Salcedo Ollantay, vecino de Puno.
El título fue concedido como compensación por las deudas de la Corona española a la familia Salcedo, especialmente a las mantenidas con el maestre de campo José Salcedo, descubridor de las minas de Laicacota.

## Marqueses de Villarrica de Salcedo
|                                  | Titular                           | Periodo               |
| Creación por Felipe V            | Creación por Felipe V             | Creación por Felipe V |
| -------------------------------- | --------------------------------- | --------------------- |
| I                                | José Salcedo Ollantay             | 1703-¿?               |
| II                               | José Luis Salcedo Esquivel        | ¿?-1788               |
| III                              | Michaela Maeda y Mena             | ¿?                    |
| Rehabilitación por Juan Carlos I |                                   |                       |
| IV                               | Rafael de Urbina y de la Quintana | 1985-2003             |

## Historia de los marqueses de Villarrica de Salcedo
- I: José Salcedo Ollantay, hijo natural del maestre de campo José Salcedo y de una descendiente del general inca Ollantay.
- II: José Luis Salcedo Esquivel (Provincia de Huarochirí, ¿-1788)

1. Casó con Michaela Maeda y Mena.  Le sucedió su esposa:

- III: Michaela Maeda y Mena.

### Rehabilitación
Se intentó rehabilitar el título en 1928, 1951, 1958, 1975, 1976 y 1977, pero solo 1985 Juan Carlos I lo rehabilitó en favor de
- IV: Rafael de Urbina y de la Quintana, X marqués de Rozalejo (San Sebastián, 1924-2003)

1. Casó en 1949 con María de los Desamparados de Arróspide y Zubiaurre.

## Sucesión
Al pedido de sucesión por una hija del último titular, el Consejo de Estado español emitió un dictamen el 9 de febrero de 2006 en que instaba al Ministerio de Justicia a revisar los derechos de la solicitante al título nobiliario. El 25 de noviembre del 2011, el Consejo de Ministros declaró la nulidad de pleno derecho del real decreto de 1985 que rehabilitó el título por presunta falsificación de derechos genealógicos.